# Forts Baker, Barry et Cronkhite
Les forts Baker, Barry et Cronkhite sont un ensemble de fortifications américaines situées dans le comté de Marin, en Californie. Cet ensemble est inscrit au Registre national des lieux historiques depuis le 12 décembre 1973.